# Giacomo Grimaldi Durazzo
Giacomo Grimaldi Durazzo (Genova, 1503 – Genova, 1579) fu il 69º doge della Repubblica di Genova.

## Biografia

Stemma nobiliare dei Durazzo

### Vita politica prima del dogato
Presumibilmente nacque a Genova intorno al 1503 dai genitori Giovanni Durazzo e Margherita Monsa. Primo dei sei figli (Pietro, Antonio, Bernardo, Nicolò e Vincenzo) avuti dalla coppia, fu un esponente dell'importante casata nobiliare dei Durazzo, originari dell'Albania e che arrivarono a Genova intorno al XIV secolo, attivi nel settore commerciale della seta e dei tessuti. Suo padre Giovanni fu inoltre una persona che ricoprì per la repubblica diverse cariche pubbliche alimentando "il peso" e il prestigio della famiglia Durazzo che iscritta dal 1528 nell'Albergo della nobiltà genovese venne affiliata alla famiglia Grimaldi.
Anche il figlio Giacomo cominciò ben presto la sua attività politica per Genova e la sua Repubblica, in particolare dopo aver ricoperto incarichi onorifici e con responsabilità politiche, fu investito della nomina di ambasciatore genovese durante il passaggio via mare del pontefice Clemente VII a Portovenere nel 1533, quest'ultimo diretto a Marsiglia per incontrare il re Francesco I di Francia. Sempre come ambasciatore della repubblica incontrò a Piacenza, nel 1538, papa Paolo III in viaggio verso Nizza.
Senatore della Repubblica dal 1556 ai primi anni del 1570, divenne nel 1573 uno dei supremi sindacatori.

### La difficile nomina dogale
La sua nomina a doge avvenne in un clima politico e sociale assai tumultuoso. A partire dagli anni sessanta del XVI secolo a Genova la tensione tra le due principali nobiltà - la "vecchia" e la "nuova" - andava sempre più crescendo anche a causa dei nuovi scenari politici internazionali (in particolare nei rapporti con la Spagna di Carlo V, della Francia di Francesco I e la Santa Sede) e la morte nel 1560 dell'ammiraglio Andrea Doria; quest'ultimo, che non fu mai doge, fu però da sempre considerato come capo politico o guida nelle scelte politiche, commerciali e nelle alleanze della Repubblica di Genova. Non a caso alcuni dogi furono "appoggiati" o "caldamente consigliati" dallo stesso Doria al Consiglio elettore soprattutto nelle fasi delicate per Genova.
Nel particolare fu la contestata "legge del Garibetto", voluta da Andrea Doria dopo la fallita congiura dei Fieschi nel 1547 per dare maggiore peso alla nobiltà "vecchia", che accese gli animi dell'altra nobiltà considerata "nuova" e che cercò in ogni modo e sede l'abolizione della legge stessa, considerata più a vantaggio delle più blasonate e antiche casate nobiliari genovesi. Se già ad ogni rinnovo delle cariche pubbliche o delle commissioni repubblicane la contrapposizione tra le parti fu sempre forte e combattuta per arrivare ad una sorta di equilibrio politico - gli stessi dogi "nuovi" e "vecchi" venivano alternati nella guida del dogato - un nuovo scontro avvenne nel 1573 per la nomina del nuovo doge che, dopo il dogato del "vecchio" Giannotto Lomellini, sarebbe spettato ad un esponente della nobiltà "nuova".
Con buona parte della popolazione genovese esasperata dagli ennesimi conflitti politici interni - la stessa fazione "nuova" alimentò la rivolta e il malcontento degli artigiani specie dopo l'introduzione di nuove tasse per il sostentamento del conflitto bellico in Corsica (anch'essa in rivolta) - la parte nuova cercò di proporre al Gran Consiglio le cinque candidature a doge dei nobili Davide Vacca, Francesco Tagliacarne, Giacomo Senestraro, Matteo Senarega e Tommaso Carbone, tutti apertamente schierati alla causa della fazione "nuova". Per contro la nobiltà "vecchia" cercò invece di proporre figure "moderate" - tra le candidature anche Giacomo Grimaldi Durazzo - per la guida dogale della repubblica.
Poiché non si riuscì a trovare un accordo in tempi brevi, fu lo stesso Senato, nonostante il parere contrario di tre su cinque supremi sindacatori e della magistratura per il controllo delle nomine e delle leggi, ad accelerare i tempi chiedendo la votazione e quindi l'elezione tra i primi quattro candidati al ballottaggio. Tra questi il candidato "nuovo" dei nobili "vecchi" Giacomo Grimaldi Durazzo che inaspettatamente fu eletto il 16 ottobre del 1573 nuovo doge della Repubblica di Genova, il ventiquattresimo dalla riforma biennale e il sessantanovesimo nella storia repubblicana. La soddisfazione fu ampia tra la fazione "vecchia": nella sostanza e nella pratica fu eletto un doge "vecchio" nelle vesti di un doge "nuovo". L'elezione fu favorevolmente accolta anche dall'imperatore di Spagna.

### Il dogato e la guerra civile
Nel primo anno del suo dogato Giacomo Grimaldi Durazzo incontrò a Genova diverse personalità italiane e straniere, tra queste l'ambasciatore spagnolo Juan de Idiaquez, in visita nella capitale repubblicana anche e soprattutto per monitorare la situazione politica interna che di fatto stava per scoppiare e che, effettivamente, esplose nel 1575 in una vera e propria guerra civile. Le due fazioni vecchie e nuove cominciarono a dare vita ad una nuova contrapposizione che dal Senato, dove oramai due distinte deputazioni dettavano ordini e consigli nei rispettivi schieramenti - si trasferì ben presto "nella piazza" tra la popolazione aizzata dall'una e dall'altra nobiltà.
Ciò nonostante il doge continuò a ricevere visite ufficiali come il duca d'Alba e il cardinale spagnolo Pedro Pacheco Ladrón de Guevara nel febbraio del 1574, o ancora don Giovanni d'Austria nel novembre dello stesso anno che trovò una situazione conflittuale oramai prossima allo scoppiare.
Nei giorni del carnevale del 1575 un torneo organizzato dalla nobiltà "nuova" mise in scena, pubblicamente e simbolicamente, il futuro scenario politico che nel breve avvenne nel capoluogo ligure. Oramai in preda alla rivolta, Genova per alcuni giorni vide tra le strade lo scontro armato tra le due fazioni, in particolare quella "nuova" che assunse definitivamente il controllo e quindi l'appoggio della popolazione artigiana contro la nobiltà "vecchia", nonostante i tentativi di quest'ultima di "imbonirsi" la folla attirandola dalla loro parte.
Il 15 marzo del 1575 il Governo accolse le richieste della nobiltà nuova quali l'abolizione della legge del Garibetto, l'abolizione della gabella sul vino, l'aumento dei salari per i tessitori e la possibilità di nuove ascrizioni nell'Albergo della nobiltà genovese, da sempre osteggiate dai "vecchi". Invano i nobili della fazione "vecchia" cercarono di impugnare tali scelte del Governo assunte e decretate sotto un clima di costrizione.
Politicamente la situazione era pressoché in mano ai "nuovi", con i "vecchi" oramai in numero minore in Senato e nelle commissioni per gli allontanamenti spontanei da Genova, in un clima teso dove da più parti si cercò la mediazione tra le fazioni con l'intervento diretto della Spagna e della Santa Sede: il 16 aprile venne inviato come pacere dal pontefice Gregorio XIII il cardinale Giovanni Gerolamo Morone; nella prima metà di agosto il duca di Gandia per conto del sovrano di Spagna. Lo sforzo di rappacificazione ambo le parti fu però inutile, tanto che gli stessi nobili vecchi oramai considerarono illegittimo il governo genovese. Tutto questo nel mandato biennale di un doge Grimaldi Durazzo stranamente silente o quantomeno assente nella politica interna o forse, come considerato da alcuni storici, momentaneamente "congelato" o relegato volutamente alla sola figura istituzionale.
Verso settembre si arrivò alla tregua momentanea per lo scadere del dogato e il 17 ottobre si arrivò presto alla nomina di Prospero Centurione Fattinanti, esponente della nobiltà nuova.

### Dopo il dogato e gli ultimi anni
Nominato procuratore perpetuo, partecipò poco all'attività politica genovese. Il suo nome comparve in seguito per una collaborazione ad un processo, assieme all'ex doge Luca Spinola, e ancora per l'incarico di rivedere gli scritti del marchese Alfonso Del Carretto sulla città di Ventimiglia.
Dettò il suo testamento il 14 dicembre del 1577 e morì a Genova nel 1579 dove la sua salma fu tumulata in una cappella della locale chiesa del Gesù e dei Santi Ambrogio e Andrea.

### Vita privata
Secondo la datazione certa di nascita dei suoi figli, Giacomo Grimaldi Durazzo si sposò in tarda età con Maria Maggiolo di Vincenzo dalla quale nasceranno tre figli maschi e quattro femmine: Giovanni (sposato con la sorella del futuro doge Alessandro Giustiniani Longo), Pietro (che divenne doge nel biennio 1619-1621 e che si sposò un esponente della famiglia Saluzzo), Agostino (signore di Gabiano e sposo della sorella del doge Giovanni Francesco Brignole Sale), Lucrezia (maritata con un Balbi), Maddalena (sposa del doge Federico De Franchi Toso), Battina (maritata con un Balbi) e Laura.